# Charles Albert Waltner

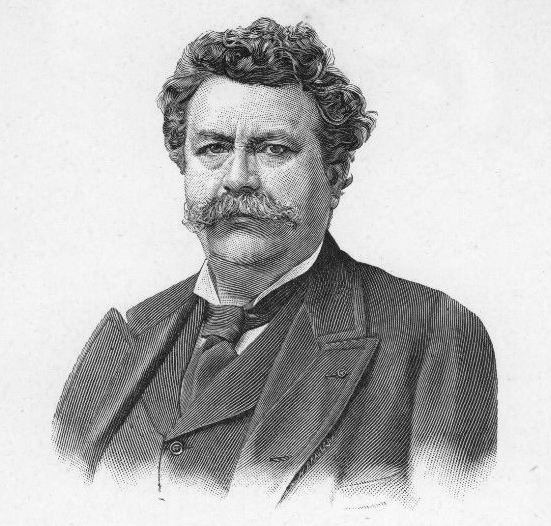
Charles Albert Waltner.

Charles Albert Waltner, född den 24 mars 1846 i Paris, död där den 15 juni 1925, var en fransk kopparstickare och etsare.
Waltner studerade måleri för Jean-Léon Gérôme och gravyr för Achille-Louis Martinet och Louis-Pierre Henriquel-Dupont samt erhöll romerska priset 1868. Han utförde en mängd blad efter både gamla och nya mästare, bland dem Rembrandts Nattvakt, Självporträtt och Elisabeth Bas porträtt, Gravläggningen av van Dyck, porträtt av Rubens och Velasquez, Millets Angelus och Munkácsys Kristus inför Pilatus. Waltner var ledamot av Institutet.